# Панасенко Василь Геннадійович
Васи́ль Генна́дійович Панасенко (14 серпня 1983, с. Поліське, Коростенський район, Житомирська область, Українська РСР — 19 грудня 2016, с. Калинівка, Бахмутський район, Донецька область, Україна) — солдат Збройних сил України, учасник війни на сході України.

## Життєпис
З 1987 року проживав в Ірпені, де закінчив школу. Навчався у Коростенському ПТУ. У війську з травня 2014 року, в 25-му батальйоні від початку його створення, пройшов бої за Дебальцеве. У вересні 2016 вдруге пішов на фронт, підписавши контракт.
Солдат; (25-й окремий мотопіхотний батальйон, 54-та окрема механізована бригада), позивний «Ваха».
Загинув у бою на Світлодарській дузі (Донецька область), відбиваючи атаки проросійських терористів. Разом з Василем загинули солдати Андрій Байбуз, Дмитро Клименко, Роман Радівілов, Сергій Степаненко, Андрій Широков, молодший сержант Володимир Андрешків та лейтенант Микита Яровий.
По смерті залишилися дружина та донька.
Похований у м. Ірпінь, Київська область.

## Нагороди та вшанування
- Указом Президента України № 580/2016 від 29 грудня 2016 року «за особисту мужність, самовідданість і високий професіоналізм, виявлені у захисті державного суверенітету та територіальної цілісності України, вірність військовій присязі» нагороджений орденом «За мужність» III ступеня (посмертно)[2].
- Нагороджений медаллю УПЦ КП «За жертовність і любов до України» (посмертно)[1].
- Нагороджений відзнакою Начальника Генерального Штабу Збройних сил України «Учасник АТО» (посмертно)[1].
- 18 грудня 2017 року в Ірпінський школі № 2, де навчався Василь Панасенко, йому було відкрито меморіальну дошку[3][4].
- 20 лютого 2019 року відкрито меморіальну дошку в Коростені на будівлі професійно-технічного училища № 16[5].
- Вшановується в меморіальному комплексі «Зала пам'яті», в щоденному ранковому церемоніалі 19 грудня[6][7].